# Deja McClendon
Deja Monique McClendon (Cincinnati, 27 giugno 1992) è un'ex pallavolista statunitense, nel ruolo di schiacciatrice.

## Biografia
Soffre dall'età di dodici anni di alopecia areata, per la quale si è sottoposta per anni a iniezioni di steroidi finché, a cavallo tra la fine del 2018 e l'inizio del 2019, ha deciso di interrompere qualsiasi trattamento e rasarsi a zero.

## Carriera

### Club
La carriera di Deja McClendon inizia con la squadra del suo liceo, la duPont Manual HS, con la quale gioca per quattro anni. Nella stagione 2010 fa il suo esordio con la squadra universitaria della Penn State nella NCAA Division I, aggiudicandosi subito il campionato e venendo premiata come Most Outstanding Player. La sua carriera universitaria termina nella stagione 2013, con la vittoria del secondo titolo di Division I; nelle quattro stagioni con le Nittany Lions viene insignita di numerosi riconoscimenti individuali.
Nel gennaio 2014 viene ingaggiata dall'İqtisadçı, club della Superliqa azera col quale inizia la carriera professionistica, disputando la seconda parte del campionato 2013-14. Nel campionato successivo gioca invece nella Liga Siatkówki Kobiet polacca con l'Atom Trefl Sopot, vincendo la Coppa di Polonia. Resta in Polonia anche nel campionato 2015-16, difendendo però i colori del MKS di Dąbrowa Górnicza.
Dopo un periodo di inattività dovuto a un infortunio, ritorna in campo per il campionato 2017-18 con l'ŁKS di Łódź, sempre in massima divisione, mentre nel campionato seguente approda nella Serie A2 italiana, alla Trentino Rosa. Nella stagione 2019-20 emigra in Brasile, dove difende i colori del Minas, in Superliga Série A; nel gennaio 2020 le viene comunicata l'interruzione del contratto con la formazione brasiliana.
Torna quindi in patria per il 2021, partecipando alla prima edizione dell'Athletes Unlimited e poi anche alla seconda; in seguito partecipa anche all'Exhibition Tour e all'edizione 2023 del torneo, dove chiude la propria carriera da professionista ricevendo il riconoscimento come Teammate of the Year.

## Palmarès

### Club
- NCAA Division I: 2

2010, 2013
- Coppa di Polonia: 1

2014-15

### Premi individuali
- 2010 - National Freshman of the Year
- 2010 - All-America Second Team
- 2010 - NCAA Division I: University Park Regional All-Tournament Team
- 2010 - NCAA Division I: Kansas City National Most Outstanding Player
- 2011 - All-America First Team
- 2011 - NCAA Division I: Lexington Regional All-Tournament Team
- 2012 - All-America Third Team
- 2012 - NCAA Division I: West Lafayette Regional All-Tournament Team
- 2013 - All-America Second Team
- 2013 - NCAA Division I: Berkeley Regional Most Outstanding Player
- 2013 - NCAA Division I: Seattle National All-Tournament Team
- 2023 - Athletes Unlimited Volleyball: Teammate of the Year